# Anton Marek
Anton „Tony” Marek (Bécs, 1913. február 9. – ?) osztrák labdarúgócsatár, edző.